# Glaphyra grandinotata
Glaphyra grandinotata là một loài bọ cánh cứng trong họ Cerambycidae.